# Banyuanyar Tengah
Banyuanyar Tengah is een bestuurslaag in het regentschap Probolinggo van de provincie Oost-Java, Indonesië. Banyuanyar Tengah telt 2674 inwoners (volkstelling 2010).